# 아라이 히데아키
아라이 히데아키(일본어: 新井 秀明, 2000년 3월 7일~)는 일본의 축구 선수이다.

## 구단 경력
그는 2022년 J3리그의 후쿠시마 유나이티드 FC에 입단했다. 2023년 일본 지역 리그의 도쿄 유나이티드 FC로 이적했다.